# Michael Niekammer
Michael Niekammer (* 2. April 1961 in Rostock-Warnemünde) ist ein deutscher Sänger, Schauspieler, Radiomoderator, Textautor und Künstlermanager.

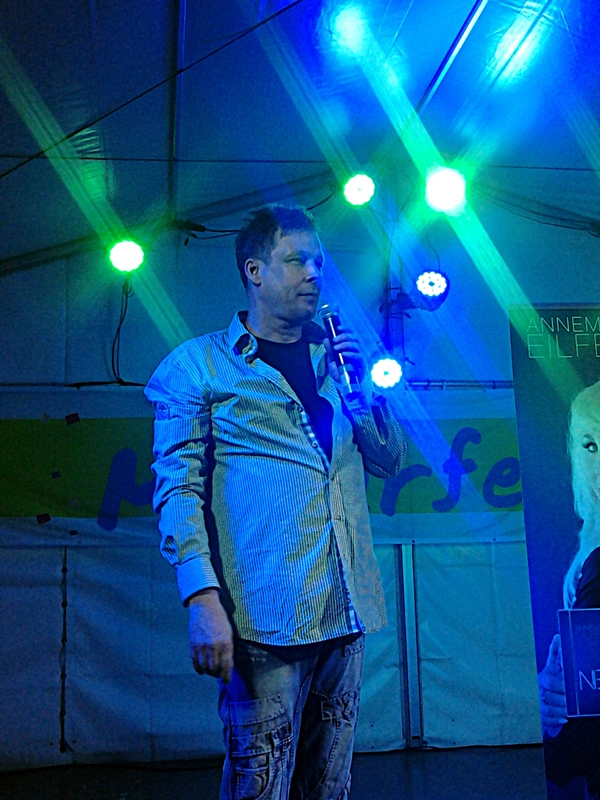
Michael Niekammer beim Mieterfest 2015 in Berlin-Marzahn

## Leben
Niekammer wuchs in Warnemünde auf. Nach seiner Lehre zum Facharbeiter für Nachrichtentechnik war er als Kellner und Gastronom tätig. 1979 lernte er den Sänger Ekkehard Göpelt kennen, dem er kurze Zeit später nach Berlin folgte. Seit 1985 arbeitet Niekammer auch als Textautor (Frag Frau Schmidt für Ekki Göpelt, Wir aus dem Norden für De Plattfööt). Nach dem Ende der DDR begann Niekammer 1990 endgültig mit dem Schreiben von Liedern und schrieb Songtexte für  Dagmar Frederic, Jürgen Walter und Günter Pfitzmann. Mit Ekki Göpelt trat er seit Anfang der 1990er Jahre auch in gemeinsamen Showprogrammen auf, die sowohl Schlager, Evergreens sowie Sketche beinhalteten. Dort zeigte er sich in diversen Verkleidungen, mit Travestieeinlagen und als singender Clown. Zudem ist Niekammer auch als Manager und Organisator für diese Programme tätig.
Als Radiomoderatoren waren Niekammer und Göpelt 14 Jahre das Sonntagsvergnügen bei Antenne Brandenburg, weiterhin waren sie bei Radio Brocken und beim Berliner Rundfunk 91,4 tätig. Später präsentierten beide eine Schlagersendungen bei Radio Paloma und Radio B2.
Tourneen führten ihn durch Deutschland. Mehrfach gastierte er in den USA und Kanada für deutsche Auswanderer. 
Zeitweilig war Niekammer Mitinhaber von Hansen Records, einem kleinen Musikverlag, den er mit seinem Gesangskollegen Michael Hansen gründete. 
Im Fernsehen war er auch  als Schauspieler zu sehen und spielte in Episodenrollen bei Soaps und Serien. Dabei wird er oft als undurchschaubarer, meist intriganter Mann besetzt. Über drei Jahre präsentierte er im rbb Fernsehen die Sendung Klatsch & Tratsch, außerdem moderierte er den Langen Samstag sowie die Super Wirt Parade im MDR Fernsehen.
Anfang 2008 übernahm er gemeinsam mit Göpelt eine musikalische Veranstaltungsreihe im Schloss Diedersdorf bei Berlin, die unter dem Namen Schlagerscheune ausgerichtet wurde.
Vom 1. September 2008 bis Anfang 2013 war Niekammer Musikchef bei dem bundesweiten Schlager- und Volksmusikkanal Radio Paloma, dort moderierte er montags bis sonnabends von 6:00 bis 10:00 Uhr gemeinsam mit Anika Reichel, als das Guten Morgen Deutschland-Team. Im Jahr 2013 der Wechsel von Radio Paloma zum Schlagersender Radio B2, dort moderierte Niekammer zusammen mit Ekki Göpelt unter anderem die Sendung Die 2 ab 2 sowie eine Samstagsshow mit Dagmar Tutte. Niekammer arbeitet jetzt als Moderator und Redakteur/Autor bei Deutsches Musik Fernsehen, der seinen Sitz in Berlin hat.
Michael Niekammer hat einen Sohn aus einer früheren Verbindung. Niekammer lebt als Single in Berlin-Prenzlauer Berg. Er war 37 Jahre lang bis zum Tod von Ekki Göpelt dessen Lebenspartner.